# Desert Salvador Dalí

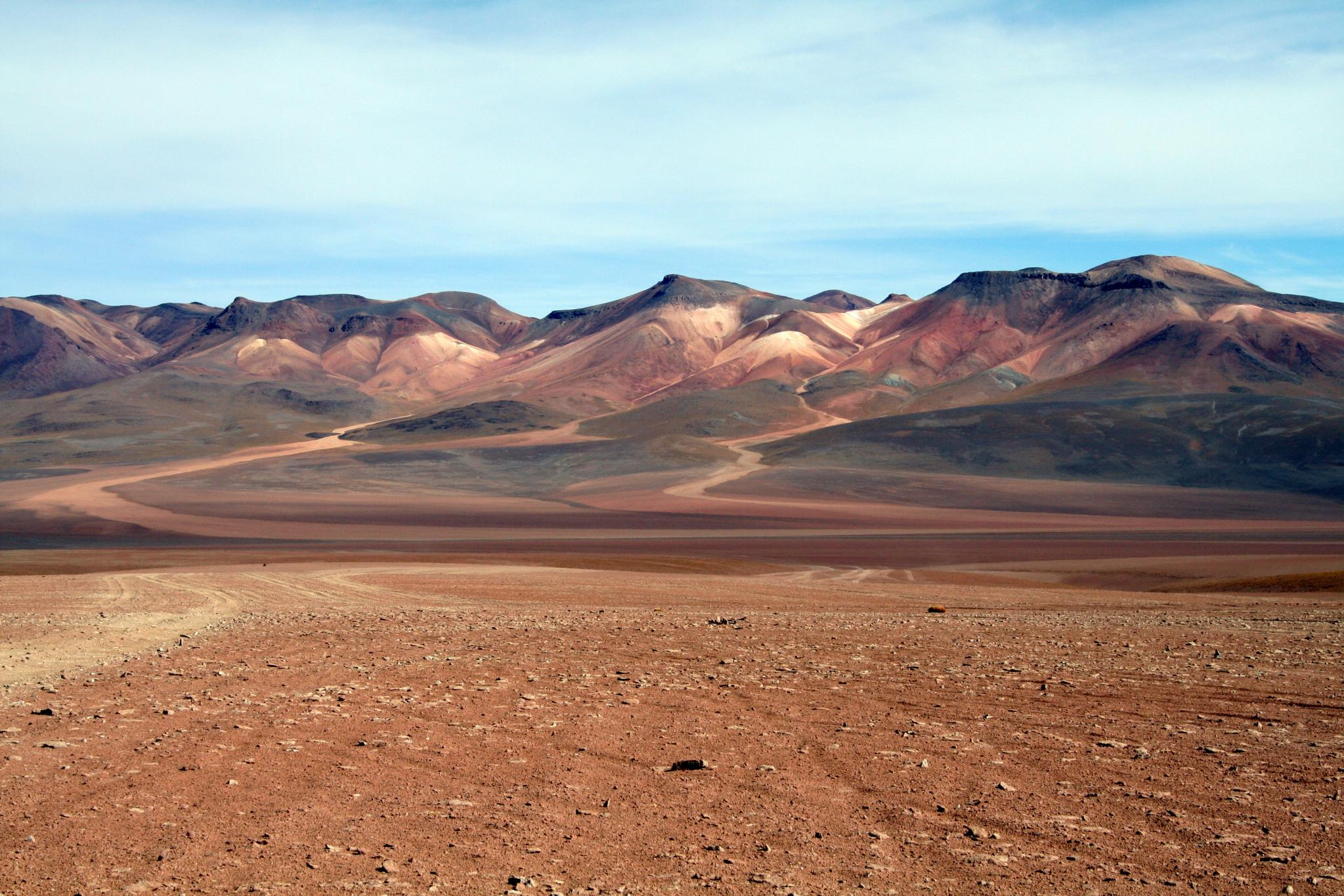
El Desert Salvador Dalí, es destaca per la seva varietat de tons vermellosos en la sorra.

Salvador Dalí o simplement "Dalí" és un desert del sud-oest de Bolívia, situat al sud del departament de Potosí dins de la Reserva Nacional de Fauna Andina Eduardo Avaroa i al sud del salar de Chalviri. Es troba a una altura mitjana de 4750 msnm i té una superfície aproximada de 110 km².
Se li ha donat aquest nom perquè té una semblança amb alguns paisatges pintats per Dalí, tot i que ell mai no va conèixer aquest lloc.